# ПЕТ Технолоджиз
ПЕТ Технолоджиз (англ. PET Technologies) — українська експортно-орієнтована компанія, розробник та виробник, обладнання для видування ПЕТ-пляшок та прес-форм.
Продукція працює у 50 країнах світу, а також на провідних заводах харчової та хімічної промисловості України: ТМ «Галичина», «Ба́лтика», «Верес», «Чумак».

## Історія
Компанію було засновано 1999 року під брендом «Полімаш» як виробництво обладнання для видування ПЕТ-тари та видувних форм.
Виробництво почалося з напівавтоматичних систем, а вже 2001 року було випущено першу автоматичну установку.
- 2008 — у зв'язку з посиленням стратегії виходу на експортні ринки було засновано торгову марку «PET Technologies» та відкрито офіс в Австрії.
- 2009 — засновано компанію «ПЕТ Технолоджиз» в Україні.
- 2019 — компанію було перейменовано у «ПЕТ Технолоджиз».

## Виробництво
Виробничі потужності площею 9000 м² розташовані у Чернігові.
Парк металообробних верстатів налічує 120 одиниць.

## Асортимент продукції
- Обладнання для видування ПЕТ-тари
- Прес-форми
- Послуги із розробки дизайну ПЕТ-тари